# Tingby-Haus
Das etwa 8500 Jahre alte Tingby-Haus (schwedisch Tingbyhuset) gilt/galt als Skandinaviens ältestes Haus. Eine Rekonstruktion steht heute nahe der Fundstelle auf dem Gelände einer Außenstelle des „Kalmar läns museum“ in Kalmar in Schweden.
Zwischen 1987 und 1989 führte das Kalmar Län Museum in Tingby, in Dörby, 10 km westlich von Kalmar, Sicherungsgrabungen in einem Areal durch, in dem ein mittelsteinzeitlicher Wohnplatz vermutet wurde. Zunächst wurde eine Konzentration von Feuerstein und örtlichem Porphyr entdeckt. Die Stelle lag an einer Lagune der damaligen Küstenlinie und wurde auf etwa 5300–5200 v. Chr. (unkalibriert) datiert, also ins späte Boreal oder frühe Atlantikum. 
Lars G. Johansson bezweifelt die Datierung, die seiner Ansicht nach alleine auf der von den Ausgräbern fehlerhaft vorgenommenen Zuordnung der mesolithischen Funde zu einem späteren Gebäude beruhe und somit eine Fundzufälligkeit sei.

## Gebäudespuren
Auf dem Platz wurden die Reste des zweischiffigen rechteckigen Holzhauses von 8,8 × 3,5 m gefunden. Nordwestlich des Hauses wurde eine Konzentration mesolithischer Funde entdeckt. In Verbindung mit diesen Funden enthüllte die Grabung eine ungefähr halbmondförmige Steinsetzung, deren Öffnung nach Nordosten zeigte. Die von Pfosten- und Pflocklöchern umgebene Konstruktion war etwa 8,0 m lang und 4,3 m breit. Es gab einen deutlichen Bezug zueinander, was Gleichzeitigkeit andeutet. Der Fund wurde als Rest einer offenen Hütte interpretiert. Zusätzlich zu Haus und Hütte wurden andere Merkmale gefunden. Pfostenlöcher, Gargruben, Feuerstellen und zwei Gräber – eines davon ein eisenzeitliches Brandgrab.

## Einzelfunde
Die 5.100 Einzelfunde bestanden hauptsächlich aus Porphyr und Feuerstein, mit Einstreuungen von Quarz und Grünstein. Der Feuerstein kam hauptsächlich aus der Gegend um Kristianstad, aber auch von anderen Plätzen.
Die Artefakte waren Mikrolithe, Spachtel, Stichel, Kerne, eine Porphyraxt und viele Klingen und Abschläge. Beinahe alle wurden innen, oder in naher Verbindung zum Haus gefunden. Die Artefakte im Hüttengebiet bestanden aus Mikrolithen, zwei Kernbeilen aus Porphyr und einem Abschlagbeil, Stichel, Spachtel und vielen Klingen und Abschlägen.
Ein ähnliches Haus wurde im schonischen Tågerup gefunden.